# كونراد سويل
كونراد إجناتيوس ماريو ماكسيمليان سويل (Conrad Ignatius Mario Maximilian Sewell)  أو اختصارا فقط «كونراد سويل» (Conrad Sewell)  هو مغني وكاتب أغاني وملحن أسترالي من مواليد 31 مارس 1988 .أفضل مايعرف به في عالم الغناء أغنية «حجر النار» (بالإنجليزية: Firestone)‏ رفقة الدي جي النرويجي كايغو (بالإنجليزية: kygo)‏ والتي إحتلت المراتب الخمسة الأولي في أكثر من بلد، يعرف كذالك بأغنيته «إبدأ مجددا» (بالإنجليزية: start again)‏ التي فازت بجائزة أغنية العام في حفل توزيع جوائز ARIA الموسيقي التي تمنحها «رابطة صناعة التسجيلات الأسترالية» إضافة لترشحه لجائزة أفضل فنان صاعد وأفضل إصدار بوب.كما يعرف كذالك بأغنية «تذكرني» (بالإنجليزية: remind me)‏ التي دخلت بعض التصنيفات التي تهتم بترتيب الأغاني في عدد من الدول.

## حياته
ولد «كونراد» في أستراليا سنة 1988 وأبدي شغفا بالموسيقى منذ الصغر فبدأ بتعلم العزف علي بعض الألات بعمر الثمانية سنوات ثم إنتقل إلي للعزف في أحد فرق الروك. هو الشقيق الأكبر للمغنية الأسترالية المعروفة «جرايس سويل» (بالإنجليزية: Grace Sewell)‏ ، إنتقل للعيش إلي المملكة المتحدة بعد امتهانه للموسيقى.

## مسيرته
بدأت مسيرة «كونراد» بعمر السادسة عشر عام في سنة 2004 بخوضه لتجربة أداء في المسابقة الغنائية أيدول بنسختها الأسترالية (بالإنجليزية: Australian idol)‏ وفي موسمها الثاني غير أنه خرج من مرحلة التصفيات. سنة 2014 كتب وشارك في تأدية أغنية «حجر النار» (بالإنجليزية: Firestone)‏ لكايغو وحققت الأغنية شهرة واسعة حول العالم مع تصدرها لعدد هام من تصنيفات ترتيب الأغاني حول العالم، إفتتح جولة المغني الإنجليزي الشهير إد شيران سنة 2015 وكذالك فعل مع فرقة مارون 5 (بالإنجليزية: maroon 5)‏ في شهر سبتمبر من نفس العام، كما ساعد المغنية جيس غلاين (بالإنجليزية: jess glynne)‏ في جولتها حول أستراليا. إستدعته الشركة العالمية كوكاكولا للقيام بأغنية ترويجية حول مشروبها رفقة الدي جي السويدي أفيتشي (بالإنجليزية: avicii)‏
تحت اسم «تذوق المشاعر» (بالإنجليزية: taste feeling)‏.

## الأغاني

### كمغني رئيسي
| "Hold Me Up"                          | 2015 | 39 | —  | —   | —  | —  |                  | All I Know       |
| "Start Again"                         | 2015 | 1  | —  | —   | —  | —  | - ARIA: Platinum | All I Know       |
| "Who You Lovin"                       | 2015 | 17 | —  | —   | —  | —  | - ARIA: Gold     | All I Know       |
| "Remind Me"                           | 2016 | 22 | —  | —   | —  | —  |                  | All I Know       |
| "تايست ذا فيلينغ" (with أفيتشي)       | 2016 | —  | 17 | 136 | 53 | 60 |                  | Non-album single |
| "—" تعني أن الأغنية لم تدخل أي تصنيف. |      |    |    |     |    |    |                  |                  |

## وصلات خارجية
- كونراد سويل على موقع ميوزك برينز (الإنجليزية)
- كونراد سويل على موقع أول ميوزيك (الإنجليزية)
- كونراد سويل على موقع ديسكوغز (الإنجليزية)

الموقع الرسمي